# Paul Scherrer
Paul Hermann Scherrer (San Gallo, 3 febbraio 1890 – Zurigo, 25 settembre 1969) è stato un fisico svizzero.
Ha studiato a Gottinga, in Germania, prima di diventare qui docente. Successivamente, Scherrer è diventato capo del dipartimento di fisica all'ETH di Zurigo.

## Primi anni di vita e studi
Paul Scherrer è nato a San Gallo. Nel 1908 si iscrisse al Politecnico federale di Zurigo (più tardi conosciuto come ETH Zurigo), cambiando corso da Botanica a Matematica e Fisica dopo due semestri. Nel 1912 Scherrer trascorse un semestre presso l'Università di Königsberg, quindi intraprese ulteriori studi presso l'Università di Gottinga, conseguendo da lì un dottorato sull'effetto Faraday nella molecola di idrogeno. Nel 1916, mentre lavorava ancora alla sua dissertazione, lui e il suo tutor, Peter Debye, svilupparono il "metodo della polvere Debye-Scherrer", una procedura che utilizza i raggi X per l'analisi strutturale dei cristalli. Ciò ha dato un contributo importante allo sviluppo delle tecniche di diffusione che sono ancora utilizzate nelle grandi strutture dell'Istituto Paul Scherrer fino ad oggi. Debye ha ricevuto il premio Nobel per la chimica per questo lavoro nel 1936.
È forse meglio conosciuto per aver determinato la relazione inversa tra l'ampiezza di un picco di diffrazione dei raggi X e la dimensione del cristallite. Questo lavoro è stato pubblicato nel 1918. P. Scherrer, "Bestimmung der Grösse und der inneren Struktur von Kolloidteilchen mittels Röntgenstrahlen", Nachr. Ges. Wiss. Göttingen 26 (1918) pagg. 98-100.
L'ETH di Zurigo ha nominato Scherrer alla carica di professore di fisica sperimentale nel 1920, all'età di 30 anni. Nel 1925 organizzò la prima conferenza internazionale di fisici dopo la prima guerra mondiale. Divenne direttore dell'Istituto di fisica all'ETH nel 1927 e concentrò la sua direzione sulla fisica nucleare, un ramo di ricerca che in quella fase stava ancora nascendo. Il primo ciclotrone all'ETH di Zurigo fu costruito sotto la sua direzione nel 1940.
Parallelamente alla sua principale occupazione professionale come ricercatore e dirigente di un'istituzione, Paul Scherrer ha prestato servizio anche in varie istituzioni e comitati coinvolti nella diffusione dell'energia nucleare in Svizzera: il Consiglio federale svizzero lo ha nominato alla carica di presidente della Commissione svizzera per lo studio sull'energia atomica nel 1946 e presidente della Commissione svizzera per le scienze atomiche nel 1958. Inoltre, ha anche preso parte alla creazione del CERN vicino a Ginevra nel 1954 e alla fondazione della Reaktor AG per studiare la costruzione e il funzionamento degli impianti di fissione nucleare un anno dopo, a Würenlingen.
Le sue capacità e la sua lungimiranza portarono allo sviluppo precoce di nuove branche della fisica dello stato solido, della fisica delle particelle e dell'elettronica, e ciò contribuì in modo fondamentale all'elevato standard di ricerca nelle università svizzere. Quando Paul Scherrer è stato nominato professore emerito nel 1960, dopo 40 anni all'ETH di Zurigo, ha assunto un incarico di insegnante presso l'Università di Basilea . Morì nel 1969, a seguito di un incidente a cavallo.

## Fisica nucleare e atomica
Negli anni '30 Scherrer iniziò a specializzarsi in fisica nucleare, diventando presidente della Schweizerischen Studienkommission für Atomenergie nel 1946 e partecipando alla fondazione del CERN nel 1954.
A partire dalla fine del 1944, Scherrer divenne amico di Moe Berg e, tramite quest'ultimo, diede agli Stati Uniti informazioni sulla scienza tedesca e sugli scienziati tedeschi, in particolare relative agli sforzi per sviluppare un'arma nucleare. Scherrer in seguito divenne il principale sostenitore della Svizzera che sviluppa le proprie armi nucleari con uranio arricchito fornito dal Congo Belga, un programma che fu attivamente perseguito dal governo per 43 anni e abbandonato solo nel 1988 dall'allora presidente della Svizzera Arnold Koller.

## Lascito
L'omonimo Istituto Paul Scherrer, con sede vicino a Villigen, nel canton Argovia, è stato fondato il 1 gennaio 1988 dalla fusione dell'EIR ( Eidgenössisches Institut für Reaktorforschung, Federal Institute for Reactor Research) con il SIN (Schweizerisches Institut für Nuklearphysik, Swiss Institute for Nuclear Physics) con il professor Jean-Pierre Blaser (fondatore del SIN) nominato come primo direttore dell'istituto.